# Yoichi Mori
Yoichi Mori (森 陽一 Mori Yoichi?, nacido el 1 de agosto de 1980 en Ehime) es un exfutbolista japonés. Jugaba de delantero y su último club fue el Zweigen Kanazawa de Japón.

## Trayectoria

### Clubes
| Club                | País  | Año         |
| ------------------- | ----- | ----------- |
| Yokohama F. Marinos | Japón | 1999 - 2002 |
| Mito HollyHock      | Japón | 2001        |
| Arte Takasaki       | Japón | 2003 - 2006 |
| Banditonce Kobe     | Japón | 2006        |
| Zweigen Kanazawa    | Japón | 2007 - 2008 |